# Javier Fuentes-León
Javier Fuentes-León (Lima, 29 de maig de 1968) és un director de cinema peruà, especialment conegut per la seva pel·lícula Contracorriente (2009).

## Trajectòria
Va néixer al Perú i va estudiar medicina però va rebre una beca de l'OEA amb la qual es va traslladar el 1994 a Los Angeles, on va realitzar un mestratge en direcció de cinema a l'Institut de les Arts de Califòrnia (CalArts).
La pel·lícula que va realitzar per a la seva tesi, Espacios, va guanyar el Premi Nacional de Curtmetratges del govern peruà el 1997. També va escriure l'obra de teatre Mr. Clouds en 2000, considerada pel Teatre Nacional del Perú com la millor de l'any i publicada en la recopilació Dramaturgia Nacional 2000.
En els anys següents, Fuentes-León va treballar com a escriptor en els realitys de TV Telemundo als EUA pel·lícules subtitulades del major estudi de Hollywood en espanyol, i com a editor d'anuncis i espectacles de televisió, incloent Rachael Ray's Tasty Travels per al Food Network, mentre se centrava en escriure i dirigir els seus propis projectes.
El seu segon curt Géminis va ser premiat a l'Outfest en 2004 i en diversos festivals de cinema internacionals.
La seva segona pel·lícula, El elefante desaparecido, va guanyar una beca concedida per la Comissió Cinematogràfica del Perú i es va estrenar en el Festival Internacional de Cinema de Toronto. La coproducció entre el Perú, Colòmbia i Espanya, es va estrenar al Festival Internacional del Cinema de Colòmbia.
El 2018 dirigí Distrito salvaje, la tercera sèrie original colombiana per a la graella de continguts de Netflix. Escrita pel mateix Fuentes-León al costat del seu soci i amic Cristian Conti, així com Javier Gullón i Mauricio Leyva la sèrie va ser rodada a Colòmbia sota la producció Dynamo, responsables de la reeixida Narcos.
Fuentes-León ha desenvolupat projectes com La Mujer Quién Temió el Sol (basat en la seva obra Mr. Clouds) i Siniestros, un rock conjunt musical en una restrictiva societat del futur pròxim, per a quin Fuentes-León també està escrivint la música.

## Contracorriente
Protagonitzat per Cristian Mercado en el paper de Miguel, un pescador dividit entre l'amor a la seva dona embarassada Mariela, interpretada per Tatiana Astengo, i el que sent per un pintor, Santiago, interpretat per Manolo Cardona, Contracorriente és una coproducció entre el Perú, Colòmbia, França i Alemanya que va ser nominada per al Premi de Gran Jurat en la categoria Dramàtica en el 2010 Sundance Festival de cinema i va guanyar el Premi d'Audiència de Cinema Mundial També va guanyar el Premi Sebastiane en el Festival de Cinema Internacional de Sant Sebastià.

## Filmografia
| Any  | Títol                    | Format        | Rol      | Rol       | Rol       | Rol   | Rol    |
| Any  | Títol                    | Format        | Director | Productor | Guionista | Actor | Editor |
| ---- | ------------------------ | ------------- | -------- | --------- | --------- | ----- | ------ |
| 1997 | Espacios                 | curtmetratge  | Sí       |           | Sí        |       | Sí     |
| 2004 | Géminis                  | curtmetratge  | Sí       | Sí        | Sí        | Sí    | Sí     |
| 2005 | Un día en la vida        | curtmetratge  |          |           |           |       | Sí     |
| 2006 | I Heart                  | curtmetratge  |          |           |           |       | Sí     |
| 2009 | Contracorriente          | llargmetratge | Sí       | Sí        | Sí        |       |        |
| 2014 | El elefante desaparecido | llargmetratge | Sí       |           |           |       |        |
| 2017 | Avenida Larco            |               |          |           | Sí        |       |        |
| 2018 | Distrito salvaje         | llargmetratge | Sí       |           |           |       |        |

Agraïments especials
- 2007: Spine Tingler! The William Castle Story (documental)
- 2008: Wrangler: Anatomy of an Icon (documental)
- 2011: Vito (documental)

## Premis i reconeixements
Per Contracorriente
- 2009: Guanyador del premi Sebastiane en el Festival Internacional de Cinema de Sant Sebastià
- 2010: Premis de l'audiència Festival de Cinema de Sundance
- 2010: Nominat per al Premi del Gran Jurat al Sundance Festival de cinema
- 2010: Premi de l'Audiència en el Festival de cinema llatinoamericà
- 2010: Premi d'Audiència lliure competició americana al Festival de cinema de Miami
- 2010: Nominat pel Cartagena Festival de cinema
- 2011: Nominat per al Goya en "Millor pel·lícula Estrangera en llengua espanyola" en Premis Goya